# Alfonso de Valladolid
Alfonso o Alonso de Valladolid (Burgos, 1270 - Valladolid, 1346) fue un escritor y médico hispanohebreo, además de clérigo de las religiones judía y cristiana (primero rabino y luego sacerdote tras su conversión al cristianismo —cristiano nuevo—). Su nombre judío era Abner, Abbner o Amer de Burgos (también es conocido como Alfonso de Burgos).

## Biografía
Educado en una firme tradición judía rabínica, se interesó por la teología cristiana y en 1295 abjuró la religión mosaica y abrazó el cristianismo, por lo que se bautizó y fue conocido desde entonces con el título y nombre de Maestre Alfonso de Valladolid. Afirmó que su conversión estuvo motivada por una visio o sueño de un varón que le invitaba a abandonar sus creencias y seguir los Evangelios; lo cierto es que sus creencias mosaicas sufrieron un duro revés cuando en 1295 se reunieron los judíos de Ávila y Ayllón para esperar la llegada del Mesías prometido según anunciaron dos de sus profetas para entonces, y un crucifijo en color rojo apareció sobre las vestiduras que debían llevar en ese rito, como contó en su libro Monstrador de justicia. 
Tras su conversión trabajó como médico en Valladolid y fue capellán de la infanta Blanca de Portugal, nombrada por Sancho IV comendadora del monasterio de las Huelgas de Burgos en 1295, el año en que se convirtió. Fue también sacristán de la Colegiata de Valladolid hasta su muerte en 1346.

## Obra
Sabía hebreo, latín y castellano y conocía al dedillo la tradición talmúdica y cristiana; aparte de en Medicina, estaba también muy versado en astronomía y astrología. Su obra escrita está, sin embargo, orientada exclusivamente a combatir su antigua fe y fue el primero en usar el castellano para tratar temas teológicos cuando se propuso hacerlo. 
Entre sus obras están las siguientes, algunas de ellas perdidas o ilocalizadas: Concordia de las leyes y Glosa al Comentario de los diez preceptos de la ley, de Abraham ibn Ezra, ambas en hebreo; en castellano escribió Monstrador de justicia, una exposición de los artículos del Cristianismo para que los judíos apostataran; Impugnación al Milchamoth Hasem (Las Guerras del Señor), de R. Quinchi, contra los cristianos; no se ha conservado. Libro de las batallas de Dios, escrito primitivamente en hebreo y luego traducido al español por pedido de Blanca de Portugal. Libro de las Tres Gracias o De las tres creencias, contra el Islam y el Judaísmo. Libro declarante, que es fecho a onrra de Dios et de la Santa Fe Catholica, en castellano. 